# Molophilus (Molophilus) appressus
Molophilus (Molophilus) appressus is een tweevleugelige uit de familie steltmuggen (Limoniidae). De soort komt voor in het Neotropisch gebied.